# Ulster (Mantel)

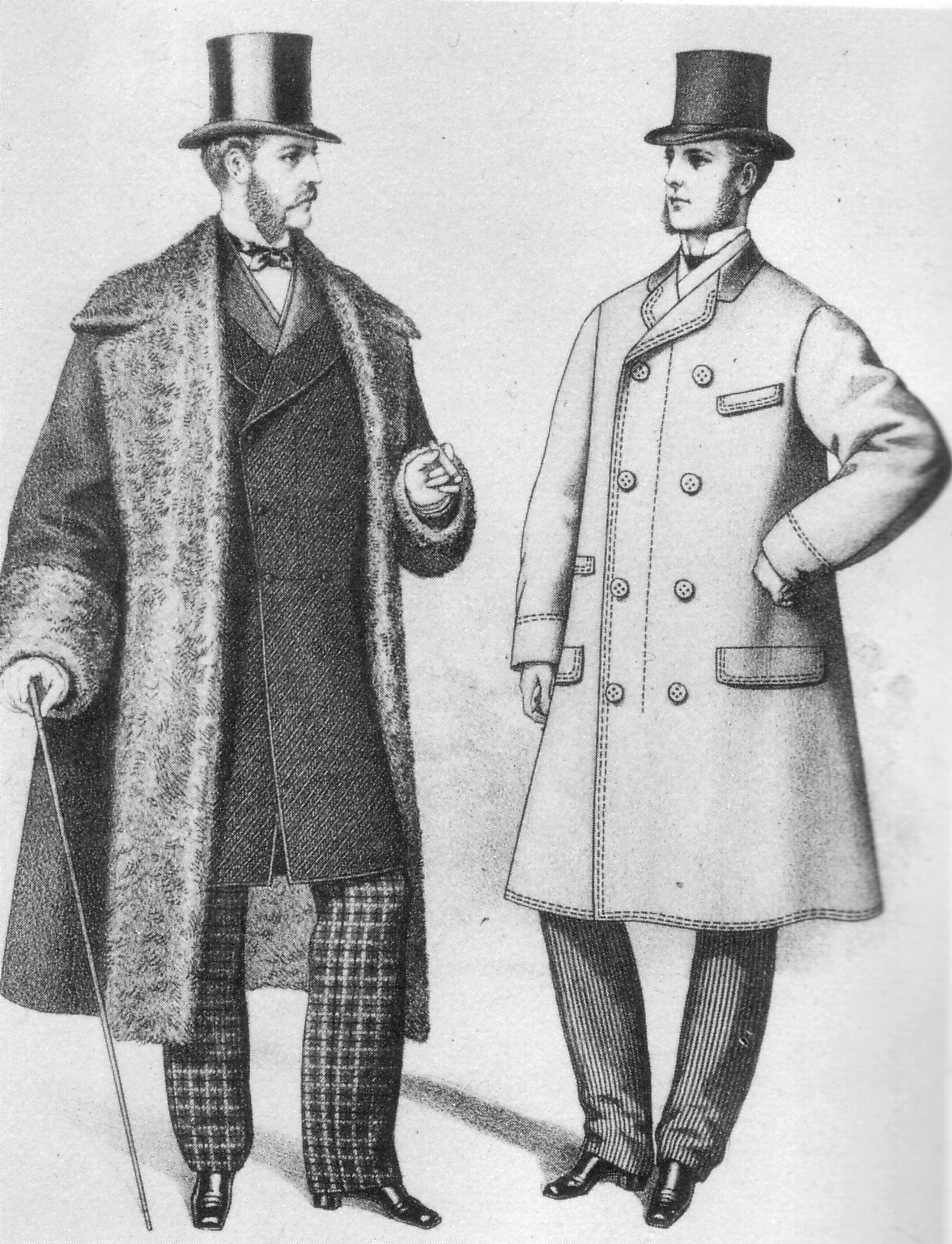
Zwei Herren im Ulster, links pelzgefüttert (1872)

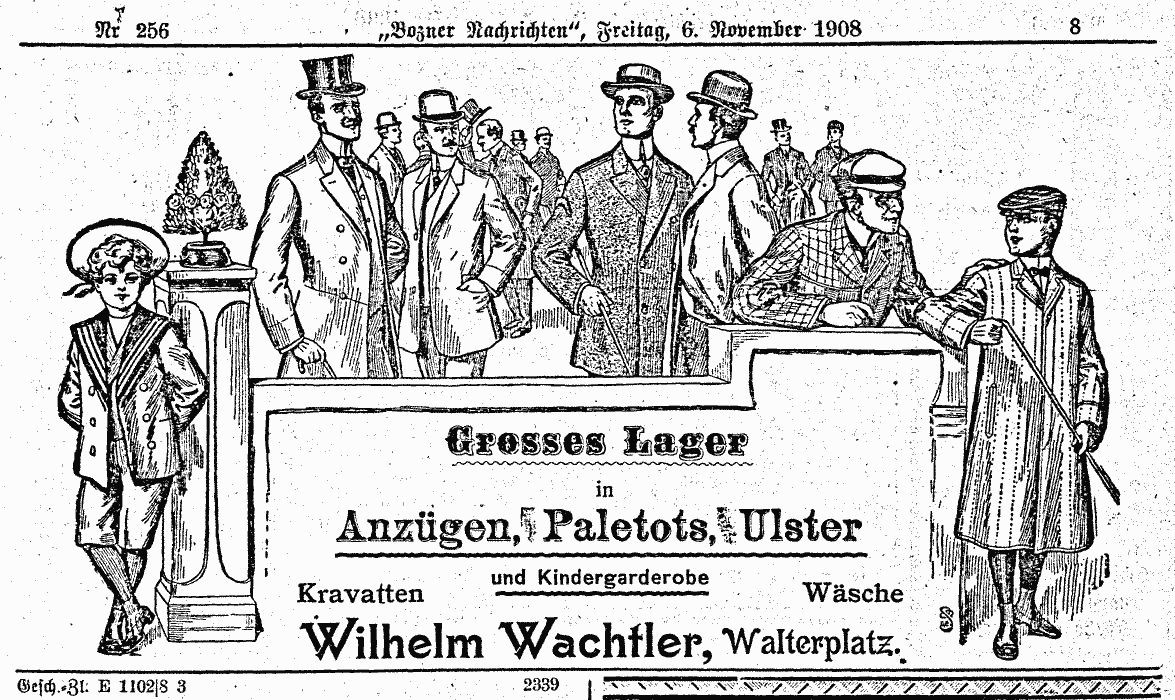
Ulster-Werbung in den Bozner Nachrichten (1908)

Unter einem Ulster verstand man einen schweren Stadt- oder  Sportmantel (Stoffgewicht um und über 650 Gramm) für Herren, seltener für Damen. Charakteristisch für einen Ulster ist der Zweireiher mit Manschettenärmeln und Rahmentaschen, nicht mit hohler Kante gearbeitet, sondern gesteppt, meist nur zur Hälfte auf Serge- oder Atlassattel gefüttert, der das angewebte Futter freigibt, sowie der Rückengurt.
Der Ulster war ab ca. 1830 bis etwa 1880 ein sehr beliebter, weil schwerer und sehr robuster Wintermantel. Ulster sind etwa wadenlang, aus schwerem Tweed oder Donegal gefertigt und mit breiten Revers, großen Kragen und aufgesetzten Taschen versehen. Ulster sind oft mit schweren Baumwollfuttern aus Englischleder oder Baumwollflanell ausgefüttert. Zu Zeiten der Ofenheizung und ungeheizter Autos war der Ulster ein wärmender Herrenmantel, der die Strapazen der Reise besser überstand als der feine Paletot. Der Ulster galt im Gegensatz zum ähnlichen Chesterfield, der aber klassisch verarbeitet wird, zu seiner Zeit als Sportmantel.
Beim modernen Ulster werden jeweils Konzessionen an die klassische Form gemacht, sportliche Modelle sind sogar einreihig.